# Maria Carolina van Savoye

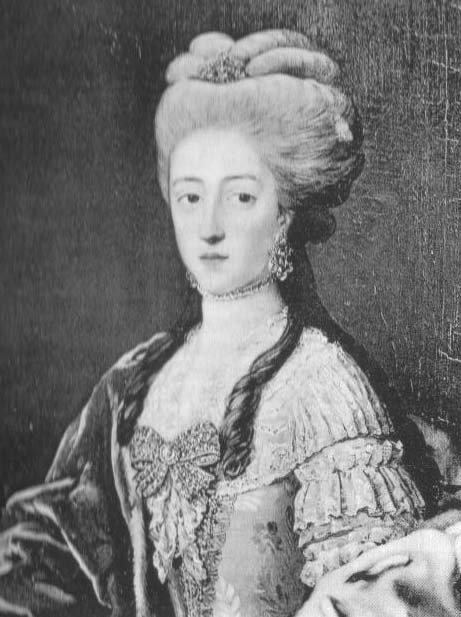
Prinses Maria Carolina van Savoye

Maria Carolina Antonietta Adelaide van Savoye (Koninklijk Paleis van Turijn, 17 januari 1764 — Dresden, Saksen, 28 december 1782), prinses van het koninkrijk Sardinië en een telg uit het huis Savoye. Gedurende haar huwelijk was Maria Carolina een prinses van Saksen.

## Leven
Maria Carolina werd geboren op 17 januari 1764 te Turijn als jongste dochter van prins Victor Amadeus III van Sardinië en diens vrouw prinses Maria Antonia van Spanje. Op 20 februari 1773 werd Maria Carolina's vader koning van Sardinië als Victor Amadeus III. 

Haar grootouders aan vaderskant waren: koning Karel Emanuel III en Polyxena van Hessen-Rheinfels-Rotenburg. 

Haar grootouders aan moederskant waren: koning Filips V van Spanje en koningin Elisabetta Farnese. 

Maria Carolina had drie broers die later koning van Sardinië zouden worden: Karel Emanuel IV, huwde met madame Clothilde van Frankrijk;

Victor Emanuel I, huwde met Maria Theresia van Oostenrijk-Este;

Karel Felix, huwde met Maria Christina der Beide Siciliën. 

Haar oudere zussen waren: Marie Josephine, huwde met de latere koning Lodewijk XVIII van Frankrijk;

Maria Theresia, huwde met de latere koning Karel X van Frankrijk. 
Op 24 oktober 1781 huwde met Maria Carolina prins Anton van Saksen, de erfgenaam van Saksen en jongere broer van keurvorst Frederik Augustus I. 
Iets langer dan een jaar na de bruiloft werd de prinses tussen 14 en 15 december 1782 getroffen door pokken en stierf Maria Carolina op achttienjarige leeftijd op 28 december 1782. Het huwelijk was kinderloos gebleven. Ze werd bijgezet in de Katholische Hofkirche te Dresden.  In 1787 huwde Anton voor een tweede keer met aartshertogin Maria Theresia van Oostenrijk. In 1827 zou Anton koning van het koninkrijk Saksen worden.